# Ross 248
Ross 248, med variabelnamnet HH Andromedae, är en röd dvärgstjärna som ligger omkring 10,3 ljusår från jorden i stjärnbilden Andromeda. Den är en roterande variabel av BY Draconis-typ.
Stjärnan katalogiserades för första gången 1926 av Frank Elmore Ross. Om 33 000 år kommer Ross 248 att vara närmare oss än Proxima Centauri och blir då vår närmaste granne i rymden bland stjärnorna.